# Hesperonemastoma packardi
Espèce
Synonymes
- Nemastoma troglodytes Packard, 1877 nec Wankel, 1861
- Nemastoma packardi Roewer, 1914

Hesperonemastoma packardi est une espèce d'opilions dyspnois de la famille des Taracidae.

## Distribution
Cette espèce est endémique d'Utah aux États-Unis. Elle se rencontre vers Salt Lake City.

## Description
La femelle syntype mesure 3 mm.
La femelle décrite par Roewer en 1914 mesure 3 mm.

## Systématique et taxinomie
Cette espèce a été décrite sous le protonyme Nemastoma troglodytes par Packard en 1877. Nemastoma troglodytes Packard, 1877 étant préoccupé par Nemastoma troglodytes Wankel, 1861, elle est remplacée par Nemastoma packardi par Roewer en 1914. Elle est placée dans le genre Hesperonemastoma par Gruber en 1970.

## Étymologie
Cette espèce est nommée en l'honneur d'Alpheus Spring Packard.

## Publications originales
- Roewer, 1914 : « Die Familien der Ischyropsalidae und Nemastomatidae der Opiliones=Palpatores. » Archiv für Naturgeschichte, sér. A, vol. 80, no 3, p. 99–169 (texte intégral).
- Packard, 1877 : « On a new cave fauna in Utah. » Bulletin of the United States Geological Survey of the Territories, vol. 3, p. 157–169 (texte intégral).